# Escondida
Escondida is het tweede album van Jolie Holland.

## Tracks
1. "Sascha" – 3:08
2. "Black Stars" – 4:54
3. "Old Fashioned Morphine" – 4:35
4. "Amen" – 3:32
5. "Mad Tom of Bedlam" – 2:52
6. "Poor Girl's Blues" – 5:26
7. "Goodbye California" – 3:28
8. "Do You?" – 4:49
9. "Darlin Ukelele" – 4:07
10. "Damn Shame" – 4:49
11. "Tiny Idyll/Lil Missy" – 2:41
12. "Faded Coat of Blue" – 3:47

## Samenstelling
- Jolie Holland – Zang, gitaar, piano, ukulele
- Dave Mihaly – Drums, zang, marimba
- Brian Miller – Elektrische gitaar, akoestische gitaar, zang
- Keith Cazy – Contrabas, mandolijn, banjo
- Ara Anderson – Trompet
- Enzo Garcia – Zingende zaag
- Paul Scriver – Saxofoon

Discografie: Catalpa (2003) · Escondida (2004) · Springtime Can Kill You (2006) · Pint of Blood (2011)